# Alan Young

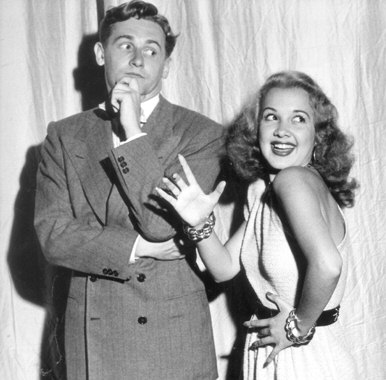
Alan Young mit der Sängerin Olga San Juan (1950er-Jahre)

Alan Young (* 19. November 1919 in North Shields, Tyne and Wear; eigentlich Angus Young; † 19. Mai 2016 in Woodland Hills, Kalifornien) war ein kanadisch-britischer Schauspieler.

## Leben und Karriere
Alan Young wurde als Sohn eines schottischen Werftarbeiters zwar in Nordengland geboren, die Familie zog jedoch nach Edinburgh in Schottland, als er ein Kleinkind war. Im Alter von sechs Jahren übersiedelte er dann mit seiner Familie nach Kanada, wo er bereits als Teenager erste Rollen im Radio erhielt und sich dort auch als Autor betätigte. 1944 bekam der 25-jährige Young dann beim US-amerikanischen Radiosender NBC seine eigene Alan Young Show. Diese Radiosendung, in der Young sein Talent für Musik und Stimmen-Imitationen zeigen konnte, war ein großer Erfolg und lief insgesamt über neun Jahre. 1946 war er erstmals in Hollywood engagiert: In der Teenager-Komödie Margie spielte er unter Regie von Henry King den trotteligen Verehrer von Jeanne Crain. In New York bekam er 1950 seine erste eigene Fernsehsendung, die ebenfalls mit The Alan Young Show betitelt war. Zwar gewannen Young und diese Sendung mehrere Emmy Awards, doch wurde sie schon bald abgesetzt. Anschließend spielte er etwa neben Jean Simmons die Titelrolle des Androkles in Androkles und der Löwe (1952), außerdem wichtige Rollen in den George-Pal-Fantasyfilmen Der kleine Däumling (1958) und Die Zeitmaschine (1960). 2002 hatte Young einen Cameo-Auftritt in der Neuverfilmung von Die Zeitmaschine.
Seine bekannteste Rolle hatte Young in Mister Ed, einer Fernsehserie der CBS, die von 1961 bis 1966 gedreht wurde. Er spielte den liebenswerten Architekten Wilbur Post, der mit „Mr. Ed“ ein sprechendes Pferd besaß, welches aber nur bereit war mit ihm zu kommunizieren. Daneben spielte Young aber auch Gastrollen in zahlreichen weiteren Fernsehserien.
Er spielte in einer ersten ungesendeten Pilotfolge Stanley Beamish/Mr. Terrific (dt.: Mr. Fabelhaft). Da er nicht überzeugte, wurde eine weitere Pilotfolge gedreht, in der Stephen Strimpell den Part übernahm. Die Serie wurde in Deutschland unter dem Titel Immer wenn er Pillen nahm gesendet.
Nach dem Ende von Mister Ed wandte sich Young zeitweise vom Schauspielgeschäft ab, um sich der Arbeit bei der Christian Science zu widmen, doch ab Mitte der 1970er-Jahre startete er ein Comeback. Er übernahm die Stimme des Dagobert Duck, den er in den englischen Originalfassungen bis zu seinem Tod sprach. Der reichsten Ente der Welt lieh Young unter anderem in Mickys Weihnachtserzählung und in der Fernsehserie DuckTales – Neues aus Entenhausen seine Stimme, zuletzt sprach er die Figur 2015/16 in Gastauftritten der Fernsehserie Micky Maus. Daneben sprach Young ebenfalls den Schlumpf Farmi in der Fernsehserie Die Schlümpfe sowie Hiriam Flaversham im Disney-Zeichentrickfilm Basil, der große Mäusedetektiv. 1994 spielte Young dann neben Eddie Murphy im Film Beverly Hills Cop III auch die Rolle des Onkel Dave, ein Walt-Disney-ähnlicher Besitzer eines Freizeitparks.
Alan Young war zweimal verheiratet: Von 1941 bis zur Scheidung 1947 mit Mary Anne Grimes; sowie von 1948 bis zu ihrem Tod 2011 mit Virginia McCurdy. Young hat vier Kinder und lebte bis zu seinem Tod in Woodland Hills. Der Schauspieler starb im Mai 2016 im Alter von 96 Jahren. Er besitzt einen Stern auf dem Hollywood Walk of Fame.

## Filmografie (Auswahl)
- 1946: Margie
- 1949: Chicken Every Sunday
- 1949: Mr. Belvedere kann alles besser (Mr. Belvedere Goes to College)
- 1950–1953: The Alan Young Show (Fernsehserie)
- 1952: Androkles und der Löwe (Androcles and the Lion)
- 1955: So liebt man in Paris (Gentlemen Marry Brunettes)
- 1958: Der kleine Däumling (Tom Thumb)
- 1960: Die Zeitmaschine (The Time Machine)
- 1961–1966: Mr. Ed (Mister Ed, Fernsehserie, 144 Folgen)
- 1967: Immer wenn er Pillen nahm (Mr. Terrific, Fernsehserie, 1 Folge)
- 1976: Bakers Habicht (Baker’s Hawk)
- 1978: Die Katze aus dem Weltraum (The Cat from Outer Space)
- 1978–1980: Battle of the Planets (Fernsehserie, 85 Folgen, Stimme)
- 1978/1983: Love Boat (The Love Boat, Fernsehserie, 2 Folgen)
- 1981–1989: Die Schlümpfe (The Smurfs, Fernsehserie, 96 Folgen, Stimme)
- 1983: Mickys Weihnachtserzählung (Mickey’s Christmas Carol, Stimme)
- 1983–1987: Alvin und die Chipmunks (Alvin and the Chipmunks, Fernsehserie, 42 Folgen, Stimme)
- 1985: General Hospital (Fernsehserie, 21 Folgen)
- 1986: Mord ist ihr Hobby (Murder, She Wrote, Fernsehserie, 1 Folge)
- 1986: Basil, der große Mäusedetektiv (The Great Mouse Detective, Stimme)
- 1987: Alice im Land des Zauberspiegels (Alice Through the Looking Glass, Fernsehfilm, Stimme)
- 1987: Chefarzt Dr. Westphall (St. Elsewhere, Fernsehserie, 1 Folge)
- 1987–1990: DuckTales – Neues aus Entenhausen (DuckTales, Fernsehserie, 99 Folgen, Stimme)
- 1988–1989: Coming of Age (Fernsehserie, 15 Folgen)
- 1990: DuckTales: Der Film – Jäger der verlorenen Lampe (DuckTales the Movie: Treasure of the Lost Lamp, Stimme)
- 1991: Du bist ja ein Engel! (Earth Angel, Fernsehfilm)
- 1993: Familie Feuerstein – Weihnachten im Steintal (A Flintstone Family Christmas, Fernsehfilm)
- 1994: Hart aber herzlich: Tod einer Freundin (Hart to Hart: Home Is Where the Hart Is, Fernsehfilm)
- 1994: Beverly Hills Cop III
- 1994–1995: Ren und Stimpy (The Ren & Stimpy Show, Fernsehserie, 6 Folgen, Stimme)
- 1995: Duckman (Fernsehserie, eine Folge, Sprechrolle)
- 1997: Sabrina – Total Verhext! (Sabrina, the Teenage Witch, Fernsehserie, 1 Folge)
- 1997: X-Factor: Das Unfassbare (Beyond Belief: Fact or Fiction, Fernsehserie, Folge 1x06)
- 1997–1998: Z wie Zorro (Zorro, Fernsehserie, 22 Folgen, Stimme)
- 1999: Mickys fröhliche Weihnachten (Mickey’s Once Upon a Christmas, Stimme)
- 2000: Emergency Room – Die Notaufnahme (ER, Fernsehserie, 1 Folge)
- 2002: The Time Machine
- 2002–2003: Mickys Clubhaus (Disney’s House of Mouse, Fernsehserie, 3 Folgen, Stimme)
- 2004: Static Shock (Fernsehserie, 1 Folge, Stimme)
- 2004: Em und Ich (Em & Me)
- 2004: Mickys turbulente Weihnachtszeit (Mickey’s Twice Upon a Christmas, Stimme)
- 2015–2016: Micky Maus (Fernsehserie, 2 Folgen, Stimme)